# Zallata
Zallata (łac. Diocesis Horreoanincensis) – stolica historycznej diecezji w Cesarstwie rzymskim, w prowincji Mauretania Sitifense, zlikwidowana w VII w. podczas ekspansji islamskiej, współcześnie w północnej Algierii. Obecnie katolickie biskupstwo tytularne.

## Biskupi
| Lp. | Biskup                       | Funkcja                                     | Od               | Do               |
| --- | ---------------------------- | ------------------------------------------- | ---------------- | ---------------- |
| 1   | Amilcare Pasini              | administrator apostolski Parmy (Włochy)     | 31 grudnia 1965  | 5 sierpnia 1971  |
| 2   | Edvaldo Gonçalves Amaral     | biskup pomocniczy Aracajú (Brazylia)        | 15 lutego 1975   | 2 września 1980  |
| 3   | Renato Corti                 | biskup pomocniczy Mediolanu (Włochy)        | 30 kwietnia 1981 | 19 grudnia 1990  |
| 4   | Mathieu Madega Lebouankehan  | biskup pomocniczy Libreville (Gabon)        | 17 lutego 2000   | 19 marca 2003    |
| 5   | Thierry Brac de la Perrière  | biskup pomocniczy Lyonu (Francja)           | 15 kwietnia 2003 | 27 sierpnia 2011 |
| 6   | Luiz Henrique da Silva Brito | biskup pomocniczy Rio de Janeiro (Brazylia) | 29 lutego 2012   | 13 marca 2019    |
| 7   | Jean Pascal Andriantsoavina  | biskup pomocniczy Antananarivo (Madagaskar) | 8 lipca 2019     | 10 lipca 2023    |
| 8   | Wilbroad Henry Kibozi        | biskup pomocniczy Dodomy (Tanzania)         | 12 lutego 2024   |                  |